# Vilsbiburg
Vilsbiburg är en stad i Landkreis Landshut i Regierungsbezirk Niederbayern i förbundslandet Bayern i Tyskland.

## Geografi
Vilsbiburg ligger sydöst om Landshut vid floden Große Vils, som har givit namn till staden.

## Idrott
Staden Vilsbiburg är känd för sitt framgångsrika damlag i volleyboll, som kallas för Rote Raben Vilsbiburg. Laget spelar i den högsta tyska volleybollserien (Volleyball Bundesliga).